# Wilhelm Vischer (historiker)
Wilhelm Vischer, född den 4 augusti 1833 i Basel, död där den 30 mars 1886, var en schweizisk historiker. Han var son till den klassiske filologen Wilhelm Vischer.
Vischer var professor i historia vid universitetet i Basel. Han ägnade sig, som ordförande i den konservativa "Eidgenössiger Verein", livligt åt politik och var sedan 1874 medlem både i Basels stora råd och kyrkorådet. Han var även en frikostig donator.